# Кристалл (стадион, Херсон)
Стадион «Кристалл» (укр. Стадіон «Кристал») — многофункциональный стадион, расположенный в городе Херсон по улице Лютеранской, который используется для проведения футбольных матчей, домашняя арена муниципального футбольного клуба «Кристалл».
Общая вместимость — 11000 зрителей. Количество индивидуальных пластиковых сидений — 3400.

## История
Стадион «Кристалл» был построен в Херсоне в 1962 году. После плановой реконструкции стадион стал отвечать требованиям стандартов УЕФА, ФИФА и ФФУ. Часть трибун были оборудованы индивидуальными пластиковыми сиденьями.